# Liste de tanukis de fiction

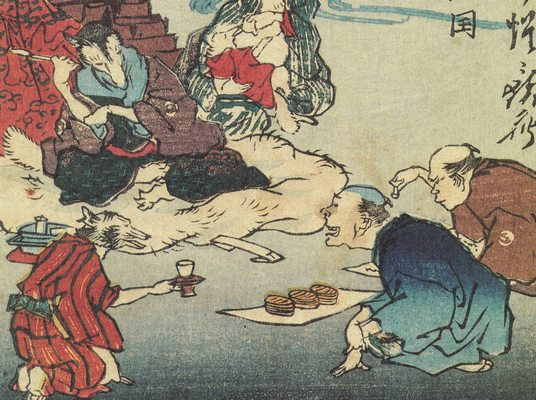
Danzaburō est un célèbre tanuki présent dans le folklore japonais.

Cette page de liste regroupe une liste non exhaustive de tanukis, également désignés sous le nom de chien viverrin, apparaissant dans le folklore et la littérature traditionnelle, mais également dans les productions les plus récentes, notamment les bandes dessinées et les dessins animés. 
Cette liste comporte, les chiens viverrins standards, ceux dotés de pouvoirs magique (bake-danuki), issus de tous les pays du monde.
Cette page contient deux tableaux : le premier répertoriant les personnages considérés comme étant issus de la littérature traditionnelle, le second tableau étant consacrée aux personnages apparaissant dans la culture populaire contemporaine.

## Personnages et créatures issues du folklore traditionnel
| Nom              | Œuvre principale                            | Date d’apparition            | Description |
| ---------------- | ------------------------------------------- | ---------------------------- | --- |
| Shukaku          | Bunbuku Chagama                             | Aux alentours du XVIe siècle | Un vieux bake-danuki venue de Chine, venu s’installer au temple morin-ji où il ensorcelait une bouilloire pour apporter du bonheur aux gens. |
| Bunbuku          | Bunbuku Chagama                             | Aux alentours du XVIe siècle | Une bouilloire transformée en tanuki, faisant le bonheur et la richesse d’un pauvre homme grâce à ses talents de funanbule. |
| Danzaburō-danuki |                                             | Période Édo                  | Un des trois grands tanukis du Japon, il aurait vécu sur l’île de Sado durant la période Édo. Parfaitement intégré dans la société humaine, il prêtait de l’argent aux pauvres, mais exigeait que l’on lui rembourse.                                         |
| Inugami Gyōbu    | Matsuyama Sōdō Happyakuya-danuki Monogatari | Période d'Édo, 1660~1670     | Bake-danuki réputé pour sa puissance divine, chef d’une famille de 808 tanukis, il protégeait le château de Masuyama sur l’île de Shikoku. Mais a été transpercé d'une pique divine après avoir pris le parti des rebelles lors de la révolte de l'O-ie sōdō. |
| Kinchō-danuki    | Awa Tanuki Gassen                           | Période Édo                  | Bake-danuki qui s'est opposé à son ancien maître, déclenchant un grand conflit armé contre lui. |
| Korōri           |                                             | 1858                         | Créature du folklore japonais associé au choléea. |
| Kyūmo-danuki     | Mahō-sama                                   | Période Édo                  | Un bake-danuki venu de l’étranger, qui parcouru le Japon, finissant tant bien que mal par être accepté des habitants pour devenir une divinité protectrice des bœufs et des chevaux.                                                                          |
| Mamedanuki       | Ehon hyaku monogatari (絵本百物語)          | Période Édo                  | Créature folklorique, transmise dans l’ouest du Japon, il a un penchant pour le saké et est connu pour sa capacité à étendre son scrotum sur une grande surface.                                                                                              |
| Ponta et Poko    | Shōjō-ji no tanuki-bayashi (清浄寺の狸囃子) |                              | Un couple de tanukis qui s'amusent à jouer des tours a un moine bouddhiste au beau milieu de la nuit, à coups de percussions abdominales, de métamorphoses et d'illusions.                                                                                    |
| Shibaemon-danuki |                                             | Fin de la période Édo        | Un des trois grands tanukis du Japon. Origine de l’île d’Awaji. Il se fit tuer, lui et sa femme par les soldats du daimyō, au théâtre Nakaza à Osaka. |
| tanuki           | Kachi kachi yama                            | Période Édo                  | Un personnage antagoniste qui malmène un couple de personnes âgées avant d'être puni par le héros de l'histoire. |
| Tasaburō-danuki  |                                             | Période Heian                | Un des trois grands tanukis du Japon. Reconnu pour être le meilleur changeur de forme du Japon. Il aurait participé a la grande guerre des tanukis de Shikoku ainsi qu’a la guerre russo-japonaise de 1905.                                                   |

## Personnages de fictions contemporaines
| Titre                                  | Médium d’origine         | Date d’apparition | Nom | Description |
| -------------------------------------- | ------------------------ | ----------------- | --- | --- |
| Animal Crossing                        | Jeu vidéo                | 2001              | Tom Nook (たぬきち, Tanukichi)                                                                                             | Personnage principal du jeu, gérant du village. Avoir acheté une maison au joueur, celui-ci lui donne une série de dettes à rembourser. |
| Animal Crossing                        | Jeu vidéo                | 2001              | Méli & Mélo (まめきちとつぶきち, Mamekitchi & Tsubukitchi)                                                                 | Neveux de Tom Nook. Ils prennent la tête de son magasin, après que celui-ci soit devenu agent immobilier. |
| BNA : Brand New Animal                 | Série d’animation        | 2020              | (Michiru Kagemori (Kagemori Michiru, 影森みちる)                                                                           | Personnage principal de la série. Une jeune fille transformée en animalienne, contrainte de venir s’installer dans une ville appelée Anima City. |
| Dofus                                  | Jeu vidéo                | 15 juillet 2020   | tanuk | Une espèce de familier, présent sur l’île de Pandala. |
| Dofus                                  | Jeu vidéo                | 15 juillet 2020   | Tanoukouï-san | Un boss du Donjon « Atelier de Tanoukouï-san », maîtrisant le pouvoir des glyphes. |
| Dragon Ball GT                         | Série d’animation        | 9 décrmbre 1996   | Suguro (スー五) et Sū Kogoro (スー小五郎)                                                                                  | Apparaissent à l'épisode 31. Deux extraterrestres père et fils, qui piègent le héros dans une dimension parallèle, le forçant à jouer à un jeu. |
| Dragon Quest                           | Jeu vidéo                | 2009              | Blaireau bongo (ポンポコだぬき, Pompokodanuki)                                                                             | Un monstre apparu dans le jeu Dragon Quest IX, doté d'une large feuille, il aime danser et taper sur son ventre. Possède plusieurs variantes. |
| Genshin Impact                         | Jeu vidéo                | 21 juillet 2021   | Bake-danuki chinois : 妖狸 ; pinyin : yāolì                                                                                | De petites créatures vivant sur l’île d’Inazuma. Les bake-danuki sont décrits comme des tanukis possédant des pouvoirs magiques. |
| Ghostwire : Tokyo                      | Jeu vidéo                | 2022              | (tanuki (狸) | Des personnages que le joueur dois retrouver dans le cadre d’une quête secondaire. |
| Glouton et Dragons                     | Manga                    | 14 novembre 2017  | (métamorphe (シェイプシフター, sheipushifutā, "shapeshifter")                                                              | Chapitre 39 du manga. Un monstre du donjon à l’apparence d’un tanuki à neuf queues. Il s’en prend à l’équipe de protagonistes en créant des clones d’eux-même. |
| Goshu le violoncelliste                | Film d'animation         | 1982              | petit tanuki | Un chiot tanuki qui vient voir le personnage principal pour lui enseigner le sens du rythme en tambourinant sur la contrebasse grâce à ses baguettes de tambour. |
| Inazuma Eleven : Ares no Tenbin        | Série d'animation        | 24 Juillet 2018   | (Kia Tanner (狸ヶ原 ぽん子, Tanukigahara Ponko)) ,                                                                         | Apparaît dans l'épisode 21 de l'anime. Une bake-danuki, joueuse de football du collège lambda, qui officie en tant que milieu de terrain. |
| Inu-Yasha                              | Manga                    | 1996              | (Awa no Hachiemon (阿波あわの八はち衛え門))                                                                                | Un personnage secondaire qui vient parfois en aide au groupe d’antagoniste. Il est cependant caractérisé par son manque de courage. |
| Kemono Incidents ,                     | Manga                    | 2016              | Inugami Kohachi (鼓八千隠神, Kohachi Inugami)                                                                              | Bake-danuki, dirigeant une agence de détective du paranormal à Tokyo.Il est le mentor du personnage principal. |
| Le renard et le petit tanuki           | Manga                    | 2018              | Manpachi (まんばち) | Personnage principal du manga.Il est recueilli par le renard Senzo après s’être fait rejeté par sa famille à cause de ses pouvoirs magique. |
| Little Kitty, Big City                 | Jeu vidéo                | 2024              | tanuki | Un personnage, conférant au joueur la possibilité de déplacement rapide, dans l’univers du jeu. |
| Malicieuse Kiki                        | Manga                    | 1977              | Ratinou (コンポコ, Konpoko)                                                                                                | L’animal de compagnie du personnage principal. Il s'agit d'un chien, mais en raison de son apparence atypique, il est confondu avec plusieurs animaux. |
| Mario & Luigi : Superstar Saga         | Jeu vidéo                | 2003              | Ratonos (たぬボー, Tanubō)                                                                                                 | Un ennemi de base du jeu. |
| My Master Has No Tail ,                | Manga                    | 2019              | Mameda (まめだ) | Une bake-danuki, voulait initialement venir en ville pour faire des farces aux humains, fini par devenir l’assistante d’une artiste de rakugo. |
| Naruto                                 | Manga                    | 2001              | (Shukaku (守鶴)) | Également appelé sous le nom Ichibi no bakedanuki (一尾の化け狸) Il s'agit d'un démon sous la forme d'une bête, détenu par le premier antagoniste du personnage principal dans le manga.                                                                                                 |
| One Piece                              | Manga                    | 14 juillet 2018   | Bunbuku (ぶんぶく君, Bunbuku~kun)                                                                                          | Une bouilloire à thé ayant mangé un fruit du démon de type zoan : le fruit du canidé modèle tanuki. |
| One Piece                              | Série d'animation        | 21 décembre 2008  | Nukky (ヌッキー) | Il s'agit de l'animal domestique d'un personnage secondaire exclusif a l'adaptation animée. Il possède des pouvoirs de métamorphose. |
| One Piece : Unlimited World Red        | Jeu vidéo                | 21 novembre 2013  | Pato (パト) | Un stylo ayant mangé le fruit de type zoan mythologique : le fruit du canidé modèle bake-danuki. Il assiste l’équipe de protagonistes. |
| Poco Udon World ,                      | Manga                    | Août 2012         | Poco (ポコ, Poko) | Jeune bake-danuki orphelin transformé en garçon. Il est recueilli par un jeune tokyoite qui a décidé de retourner dans la ville natale. Ce dernier dois s’occuper de lui tout en cachant sa véritable identité.                                                                          |
| Pokémon                                | Jeu vidéo                | 27 février 1996   | Évoli (イーブイ, Ībui) | Un pokémon de la première générations de jeux, caractérisé par sa capacité à se métamorphoser en plusieurs espèces de pokémon, dotés d’un attribut élémentaire différent. |
| Pokémon                                | Jeu vidéo                | 21 novembre 1999  | Fouinette (オタチ, Otachi)                                                                                                 | Un pokémon de la seconde génération de jeux, que je joueur peut rencontrer sur les premières zones du jeu. Il est réputé comme très faible, se métamorphosant à un bas niveau d'expérience en combat.                                                                                    |
| Pokémon                                | Jeu vidéo                | 21 novembre 2002  | Zigzaton (ジグザグマ, Jiguzaguma)                                                                                          | Un pokémon de la troisième génération de jeux, que le joueur peut rencontrer sur les premières routes du jeu. Réputé comme faible, mais très utile dans l’équipe du joueur, de par sa capacité a permettre une bonne navigation sur la carte.                                            |
| Pluche, Riquet, Pat                    | Série d’animation        | 1987              | Pluche (Neoguri, 너구리)                                                                                                   | Le personnage principal de la série. Il est doux et gentil, mais surtout très astucieux. |
| Pocky & Rocky                          | Jeu vidéo                | 1986              | Rocky (魔奴化, Manuke) | Personnage jouable. Il affronte les ennemis en leur lançant des feuilles. |
| Pompoko ,                              | Long-métrage d’animation | 1994              | Les tanukis de la colline de Tama                                                                                          | Les personnages principaux du film. L’intrigue tourne autour de leur lutte contre l’influence humaine qui menace la nature sauvage de la colline de Tama. |
| Apocalypse Hotel                       | Série d’animation        | 2024              | Ponko (ポン子) | Extraterrestre de l'espèce des Tanukiens, exilée sur Terre avec sa famille en raison d'un conflit intergalactique, elle travaille à l'hôtel Gingarou. Son apparence originelle est celle d'un Tanuki, mais en raison de ses pouvoirs métamorphes, elle peut prendre celle d'une humaine. |
| Princess Raccoon                       | Long-métrage             | 2005              | Tanukihime (狸姫) | Héroïne principale du film. Il s’agit d’un bake-danuki, transformé en belle jeune femme, est tombée amoureuse du protagoniste. |
| Ragnarök Online                        | Jeu vidéo                |                   | smokie | De petites créatures errantes que le joueur peut dompter. Ils peuvent devenir invisible s’ils ont une feuille sur la tête. |
| Secret Service : Maison de Ayakashi    | Manga                    |                   | Banri Watanuki Watanuki Banri (渡狸卍里)                                                                                   | Un des personnages principaux. Il s’agit d’un sang-mêlé yokai-humain. Malgré son air de délinquant, il est poli et respectueux et chercher à protéger la fille qu’il aime. |
| Sengoku Youko                          | Manga                    |                   | Tanukichiro | Il s’agit d’un personnage secondaire. Un bake-danuki apparaissant sous les traits d’une jeune femme, jouant des tours aux autres personnages. |
| Shaman King                            | Manga                    |                   | Ponchi | Un bake-danuki de 400 ans, formant un duo d’esprits avec Conchi, appartenant à la famille du héros. Il a un comportement vulgaire et grossier et aime montrer ses testicules dont il est fier.                                                                                           |
| Shaman King                            | Manga                    | Shigaraki         | Un bake-danuki des montagnes de plus de 1 000ans, formant un duo d’esprits avec Imari, au service des la famille du héros. | |
| Team Sonic Racing                      | Jeu vidéo                | 2019              | Dodon Pa | Il s’agit d’un personnage Jouable. Président de Donpa motors et roi du royaume de Donpa, il est le créateur de la Team Sonic Racing. |
| Touhou Project                         | Jeu vidéo                | 5 avril 2011      | Mamizō Futatsuiwa Futatsuiwa Mamizō (二ッ岩マミゾウマミゾウ) ,                                                             | Un personnage récurrent dans l’univers de Touhou. Une bake-danuki millénaire. Elle fait office de boss ultime dans le jeu Ten Desires, puis de personnages jouable dans d’autres jeux de la série.                                                                                       |
| Super Mario Bros. 3                    | Jeu vidéo                | 1988              | Mario tanuki | Costume avec lequel Mario peut voler, attaquer ou se protéger des ennemis. |
| The Eccentric Family ,                 | Roman                    | 2007              | La famille Shimogamo | Une famille de bake-danuki aux prises avec le passé trouble de leurs membres. |
| The Legend of Zelda : Link’s Awakening | Jeu vidéo                | 1993              | Kiki | Raton farceur faisant de la musique en tapant sur son ventre dans la forêt mystérieuse. Il construit un pont au joueur après que celui-ci soit parti lui chercher des bananes dans le cadre d’une quête secondaire.                                                                      |
| The Rising of the Shield Hero          | Light novel              | 2012              | Raphtalia | Un des personnages principaux de l’histoire. Une semi-humaine qui accompagne dans ses aventures, après avoir été acheté a un marchand d’esclaves. Elle a un caractère doux et bienfaisant.                                                                                               |
| Urusei Yatsura - Lamu                  | Manga                    | 1982              | Oshima | Un tanuki qui a été sauvé d’un piège par le personnage principal. Il cherche par tous les moyens à rembourser sa dette envers son sauveur. |
| Villa incognito                        | Roman                    | 2003              | tanuki | Le personnage principal du livre. |
| Yashahime : Princess Half-Demon        | Série d’animation        | 31 octobre 2020   | Takechiyo (竹千代 ()) , | Petit bake-danuki qui accompagne et aide les héroïnes du récit dans leurs péripéties, grâce a ses pouvoirs de transformation. |
| Yo-kai watch                           | Franchise cross-média    | 2014              | Thénuki | Un boss optionnel apparaissant dans le second jeu de la franchise. Il use de la métamorphose pour tromper ses cibles. |